# Ambrolauri
Ambrolauri (gruzínsky ამბროლაური), je administrativním střediskem okresu Ambrolauri v kraji Rača-Lečchumi a Dolní Svanetie.

## Poloha
Ambrolauri leží ve střední části Gruzie, asi 40 km jižně od hlavního kavkazského hřebene, převážně na levém břehu řeky Rioni, při ústí říčky Krichuly. Proti proudu Rioni a ve směru na Oni se údolí zužuje, zatímco po proudu rozšiřuje, přičemž se v důsledku chráněného klimatu využívá k pěstování vína. Vyrábí se zde v postsovětském prostoru oblíbené víno Chvančkara (angl. Khvanchkara), které je zobrazeno i v erbu. Stejnojmenná obec Chvančkara leží 12 km západně (po proudu) od Ambrolauri.

## Historie
Sídlo nacházející se v historické oblasti Rača od 17. století, kde se nacházela jedna z rezidencí Imeretských králů. V roce 1769 věnoval imeretský král Solomon I. (1735–1784) sídlo vévodovi Surabu Mačabelimu.
Za sovětské éry získalo status sídla městského typu a roku 1966 statut města. 29. dubna 1991 bylo Ambrolauri zatím v nejsilnějším zemětřesením v této části Kavkazu (síla 7,0 Richterovy stupnice) částečně zničeno.

## Obyvatelstvo
Vývoj obyvatelstva
| Rok  | Počet obyvatel |
| ---- | -------------- |
| 1959 | 3043           |
| 1970 | 2317           |
| 1979 | 2639           |
| 1989 | 2933           |
| 2002 | 2531           |
| 2009 | 2400           |
| 2014 | 2047           |

## Kultura a pozoruhodnosti
Z bývalé královské rezidence se dochovala zřícenina kostela a věže. Město má muzeum umění a divadlo.

## Hospodářství a infrastruktura
Ve městě jsou výrobny potravin (víno, konzervy, šťávy).
V jižním směru vede silnice směrem na Tkibuli a dále do střední Gruzie. Silnice přechází Račinský hřbet 1218 m vysokým sedlem průsmyku Nakerala. Ve 42 km vzdáleném Tkibuli je nejbližší železniční stanice.
V Ambrolauri silnice křižuje Rioni a napojuje se na silnici přicházející po pravém břehu od ruské strany přes Oni do Kutaisi pokračující silnici z Osetské vojenské cesty.